# Гуго I (герцог Бургундії)
Гуго I (фр. Hugues I; бл. 1057  —29 серпня 1093) — герцог Бургундії (1076—1079).

## Біографія
Походив з династії Капетингів. Син Генріха Донцеля та Сибілли (доньки Беренгера-Рамона І, графа Барселонського). У 1072 або 1074 році помер його батько. Після цього дід Гуго, герцог Роберт I, вирішив передати спадок іншому своєму сину Роберту. Гуго повстав проти цього, завдав поразки дідові, змусивши того визнати Гуго спадкоємцем герцогства.
У 1076 році графи Бургундії зібралися в Діжоні, де Гуго було оголошено новим володарем. Гуго I багато зробив для зміцнення герцогської влади й водночас встановив мир з усіма своїми васалами. Швидко уславився своєю справедливістю у вирішенні суперечностей. Діяльність герцога сприяла зміцненню Бургундії.
У 1078 році рушив на допомогу кузену Рамону-Беренгеру II, графу Барселони, та Санчо I, королю Арагона і Наварри, у боротьбі проти Сарагоського емірату.
У 1079 році повернувся до Бургундії. За його відсутності померла дружина, тому Гуго I зрікся влади на користь свого брата Еда, а сам став пріором монастиря Клюні. Помер на цій посаді 1093 року.

## Родина
Дружина — Іоланда (1058—1078), донька Вільгельма I, графа Неверу.